# Klein Gaddau
Klein Gaddau ist ein Ortsteil der Gemeinde Waddeweitz im niedersächsischen Landkreis Lüchow-Dannenberg.
Das Dorf liegt zwei Kilometer südöstlich von Waddeweitz und südlich der B 493.

## Geschichte
Für das Jahr 1848 wird angegeben, dass Klein Gaddau 14 Wohngebäude hatte, in denen 89 Einwohner lebten. Zu der Zeit war der Ort nach Zebelin eingepfarrt, wo sich auch die Schule befand.
Am 1. Dezember 1910 hatte Klein Gaddau 51 Einwohner und war eine eigenständige Gemeinde im Kreis Lüchow.